# La Sayona
La Sayona és un espectre que pertany a la literatura oral del folklore veneçolà, colombià i mexicà, basat en una llegenda que explica l'aparició d'una dona elegant i alta que castiga els homes infidels. És originària de la regió veneçolana de Los Llanos.
Apareix en múltiples antologies de contes a Veneçuela. És estès el seu ús per espantar els nens i els supersticiosos, i ha estat inclosa en alguns llibres de text per a l'educació primària.
I fins i tot La Sayona ha tingut cançons com Alma llanera o Canción Narrativa, que és una cançó de llegendes llaneres de Veneçuela. També és confosa amb La Llorona, que és un esperit amb moltes similituds.

## Història i llegenda
La llegenda original de La Sayona narra bàsicament la història d'una dona molt gelosa anomenada Casilda que va matar el seu marit i la seva mare pensant que tenien un idil·li. Per això, la seva mare, a l'agonia de la mort, la va maleir. Des d'aquell llavors la seva ànima en pena vaga sense descans ni pau, perseguint els homes infidels per conquerir-los i després matar-los. L'origen del nom és perquè porta un saial negre, ja que la llegenda data des de l'època colonial; o també el seu nom deriva de la paraula «sayón», per la qual cosa el terme «sayona» significa «la castigadora». Hi ha milers de versions de trobades amb La Sayona, que són els que ha popularitzat aquest mític personatge. També es diu que La Sayona té la particularitat de «desdoblar-se», això vol dir que es pot presentar com un gos, un llop o com la dona abans descrita.
Però totes les versions concorden que és una bella dona de llargs cabells negres (encara que no manté aquesta aparença, ja que una vegada acorralada mostra la seva veritable forma a la víctima), que persegueix els homes infidels Sempre s'acaba aquesta narració amb advertències com: «Per tant, és millor que aquells homes que gaudeixen enganyant la seva parella, s'ho pensin bé abans que se li aparegui La Sayona». La llegenda també explica que emet un crit a llarga distància i que a més eriça els pèls dels que el senten. Aquest darrer tret de La Sayona la fa encara més semblant a les banshees.
Hi ha també altres versions que indiquen que, durant l'època colonial, algunes dones es disfressaven de la Sayona per passar desapercebudes i veure's amb els seus amants.

## Mèxic
A Mèxic, dins de la ciutat de Villavicencio, se'l coneix com La Sallana. Igual que en la versió veneçolana, a aquesta ciutat, va existir una dona molt gelosa que s'havia casat amb un bon home, que era incapaç de ser infidel. Tots dos van tenir un fill. Era una dona envoltada de tafaneries, coses que ella se les prenia molt de debò, i vigilava constantment el seu marit per si aquest li era infidel. I una d'aquelles tafaneries van arribar molt lluny; la dona havia escoltat el rumor que el seu marit li era infidel amb la seva mare. En escoltar això, la dona va entrar en un profund atac de gelosia, per la qual cosa, encegada, va matar el seu marit i el seu fill. Després, amb matxet a la mà, es va dirigir la casa de la seva mare per igualment matar-la, no sense abans dir-li el que havia fet i incendiar casa. Tot seguit, li va encaixar l'arma al ventre. La seva mare, adonant-se'n, explica que encara estava viva i dirigint-se a arrossegons cap a la seva filla, la va maleir. La va condemnar a vagar eternament a perseguir els homes infidels, borratxos i tafaneres.
Des de llavors es diu que a la filla se'l pot veure rondant complint amb la seva maledicció. Es diu que aquesta atrau les seves víctimes del gènere masculí, per després treure's el vel i mostrar el seu rostre horrible i desfigurat. Però sobretot se'ls apareix a les tafaneres en venjança perquè, segons ella, van ser les culpables de destrossar la feliç vida d'ella i la seva família.

## Colòmbia
La llegenda de La Sayona també s'explica a Los Llanos de Colòmbia. En aquest país existeix la creença que La Sayona va ser una dona que va destrossar els vestits sagrats d'un sacerdot i Déu la va condemnar a viure eternament amb molta gana. El seu nom quan era viva era Sarona, era una dona atractiva i seductora. Però inexplicablement el seu rostre va canviar; li van sortir enormes dents i els ulls se li van engrandir. Ella es va empassar el seu germà i des d'aquell moment recorre paratges solitaris a les matinades i sedueix homes ebris per després devorar-los.
Per protegir-se d'aquest espectre és estar acompanyat de bons els animals de color negre (com gossos i gat). També s'assegura que fer servir tabac és eina de protecció.